# Bodegón: un trozo de salmón, un limón y tres vasijas
Este Bodegón: un trozo de salmón, un limón y tres vasijas es una de las obras más conocidas del pintor rococó español, Luis Egidio Meléndez. Data del año 1772, está ejecutado al óleo sobre lienzo y mide 42 centímetros de alto por 62 cm de ancho. Pertenece al Museo del Prado de Madrid, a donde llegó procedente de la Colección Real.
En este bodegón se representa, destacadamente, un trozo de salmón fresco, de intensa carnación rosada y un limón; detrás de ellos, se ven varias vasijas metálicas con el inconfundible brillo del cobre. Meléndez cultiva aquí su especialidad, el bodegón, tema artístico muy querido en la tradición pictórica española ya desde comienzos del siglo XVII.